# Pulcino

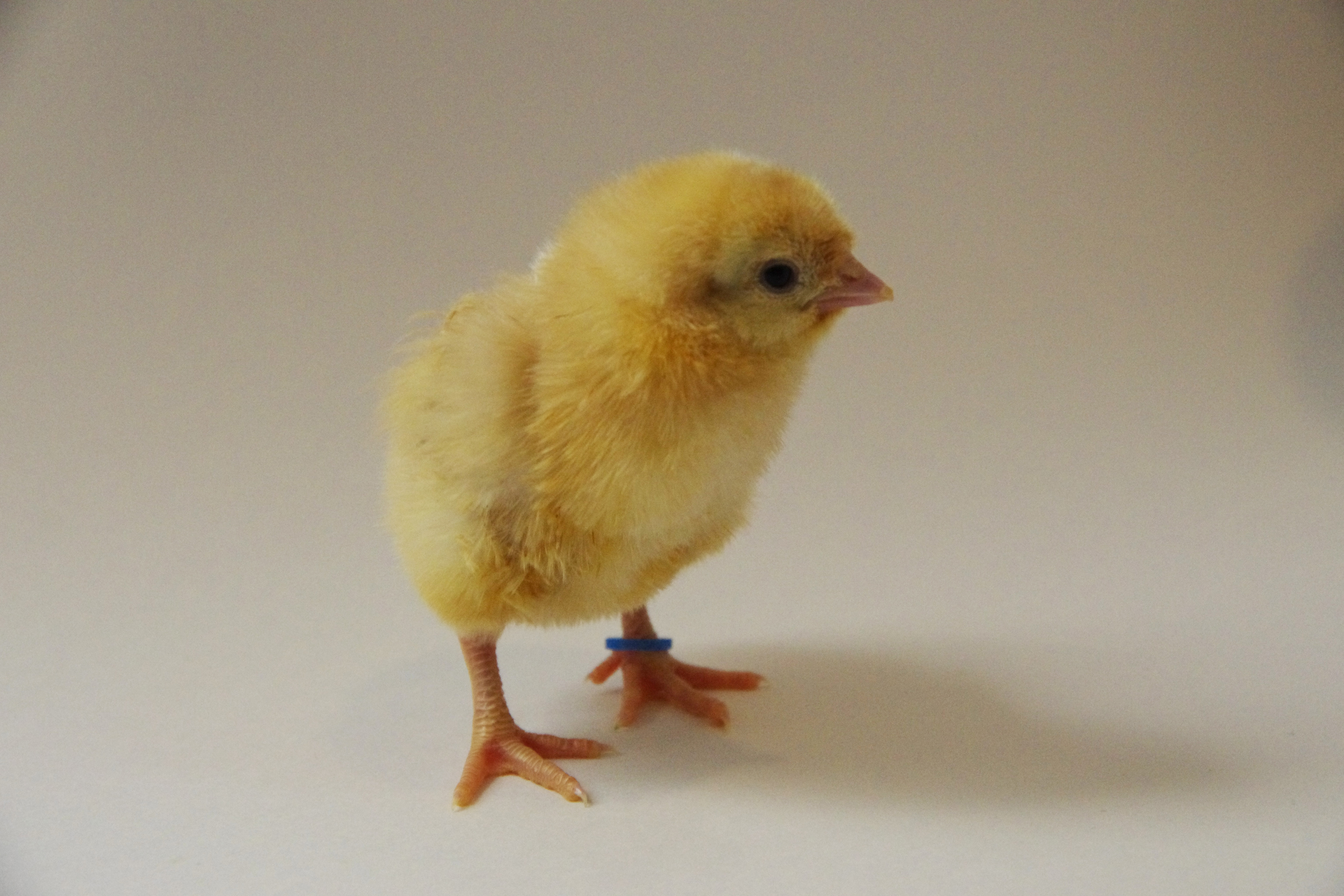
Un piccolo di Gallus gallus domesticus.

Il pulcino è il piccolo dei gallinacei. Nell'immaginario collettivo è il piccolo del gallo domestico. Più in generale, il termine si può utilizzare per indicare qualsiasi piccolo di uccello autonomo alla nascita, capace di procurarsi nutrimento da solo (al contrario del termine pullo, che indica nidiacei non autonomi alla nascita).

## Etimologia
La parola pulcino deriva dal termine latino pullicenus, diminutivo di pullus (piccolo di animale, non necessariamente di pollo: il pulcino era pullus gallinaceus, mentre, per esempio, l'espressione pullus equi designava il puledro).

## Il pulcino nella cultura di massa
Nonostante il fatto che nella coscienza popolare la figura del pulcino non sia dotata di una grande rilevanza iconografica, i suoi connotati di ingenuità e purezza lo rendono particolarmente idoneo a creare personaggi di cartoni animati e spot pubblicitari come quello celeberrimo di Calimero negli anni settanta. Si ricorda inoltre Chicken little, protagonista del film Chicken Little - Amici per le penne della Walt Disney.

## Galleria d'immagini

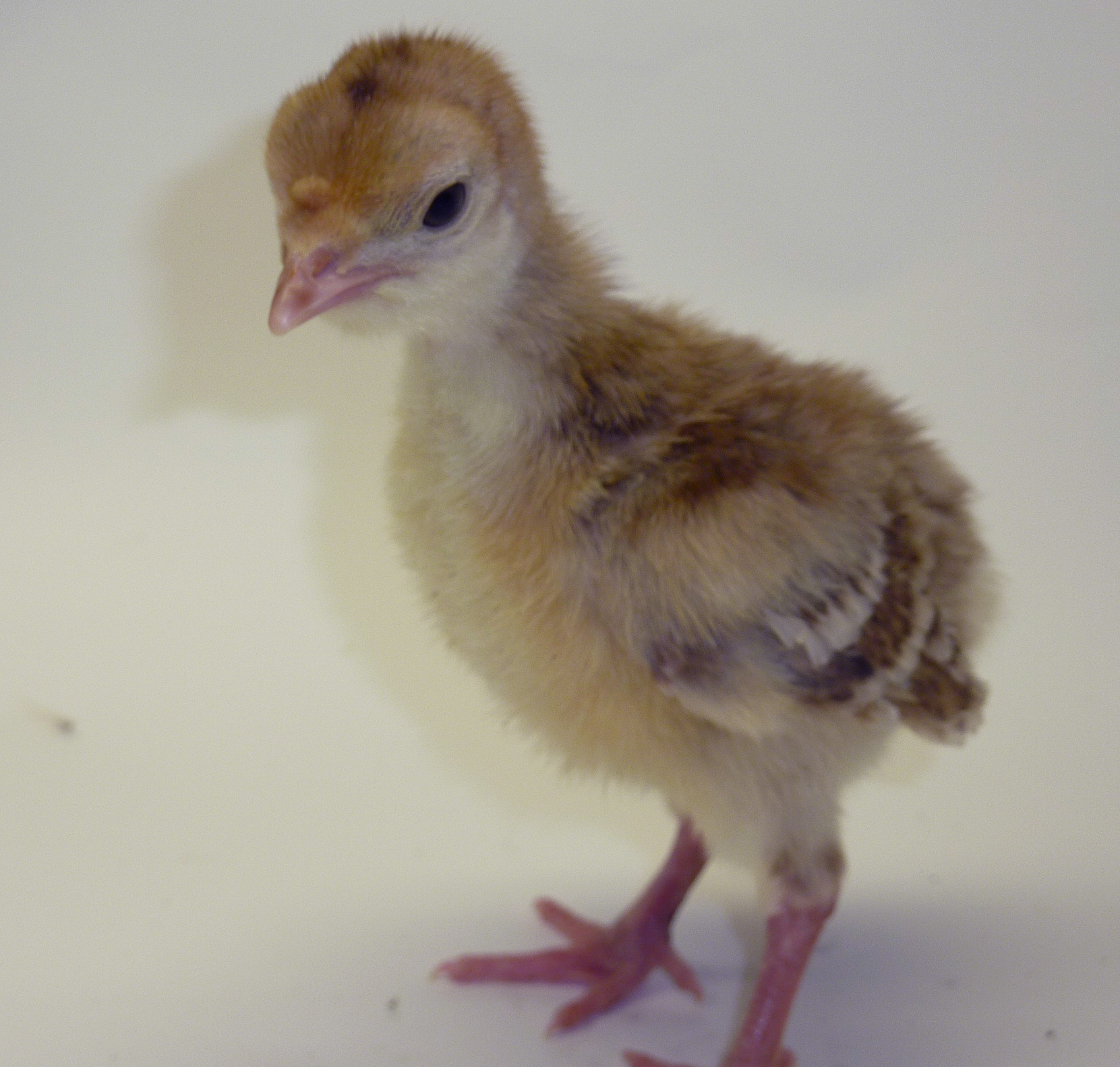
Pulcino di tacchino rosso.
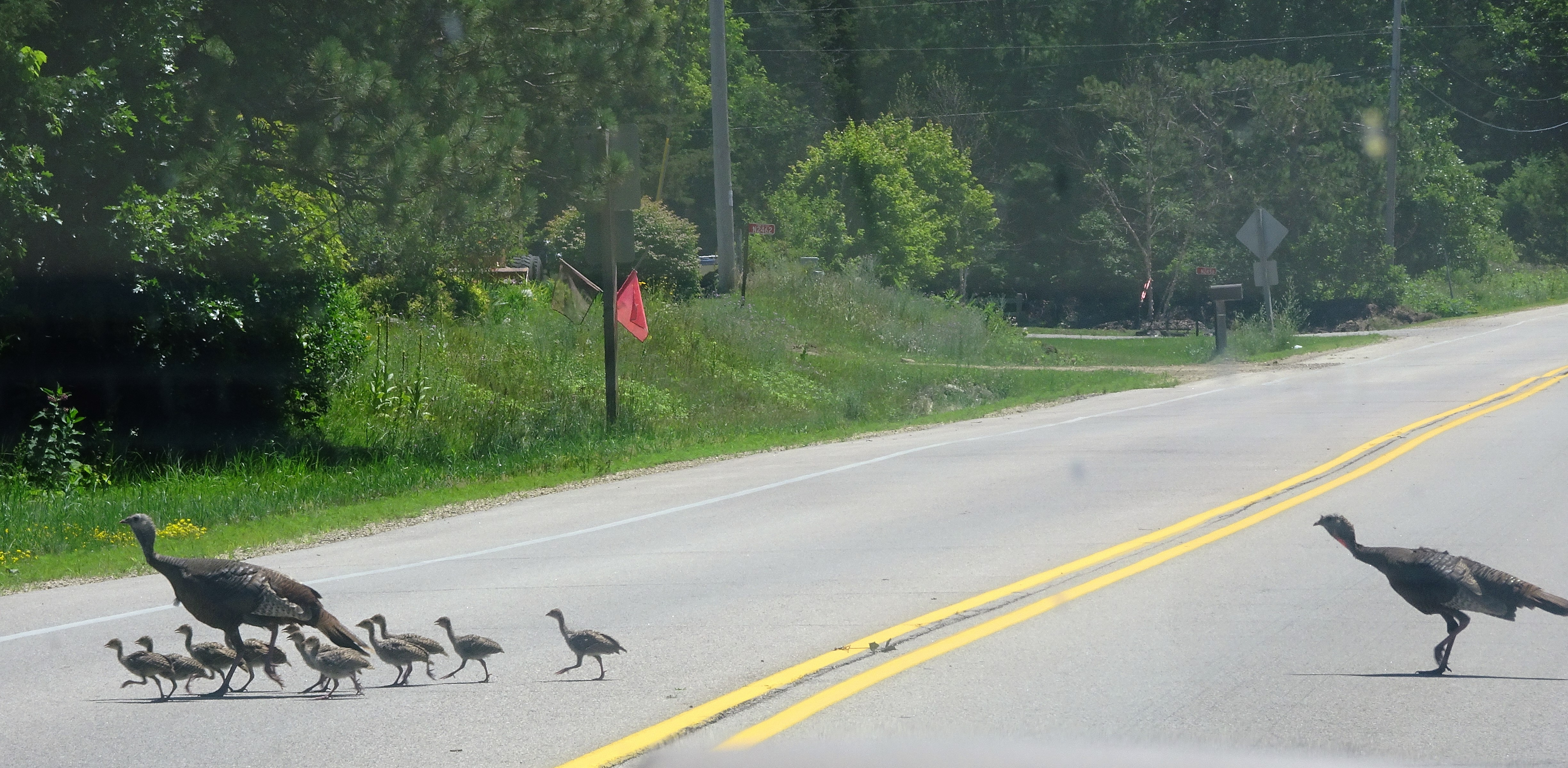
Due tacchini e i loro pulcini.
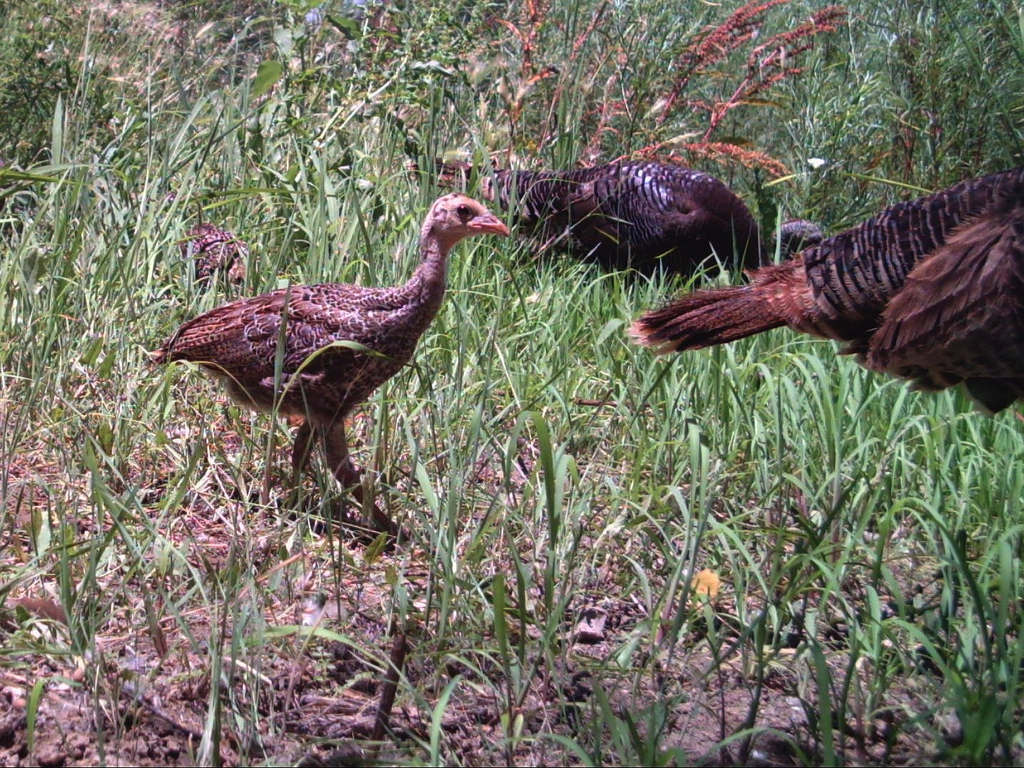
Pulcino di tacchino selvatico.
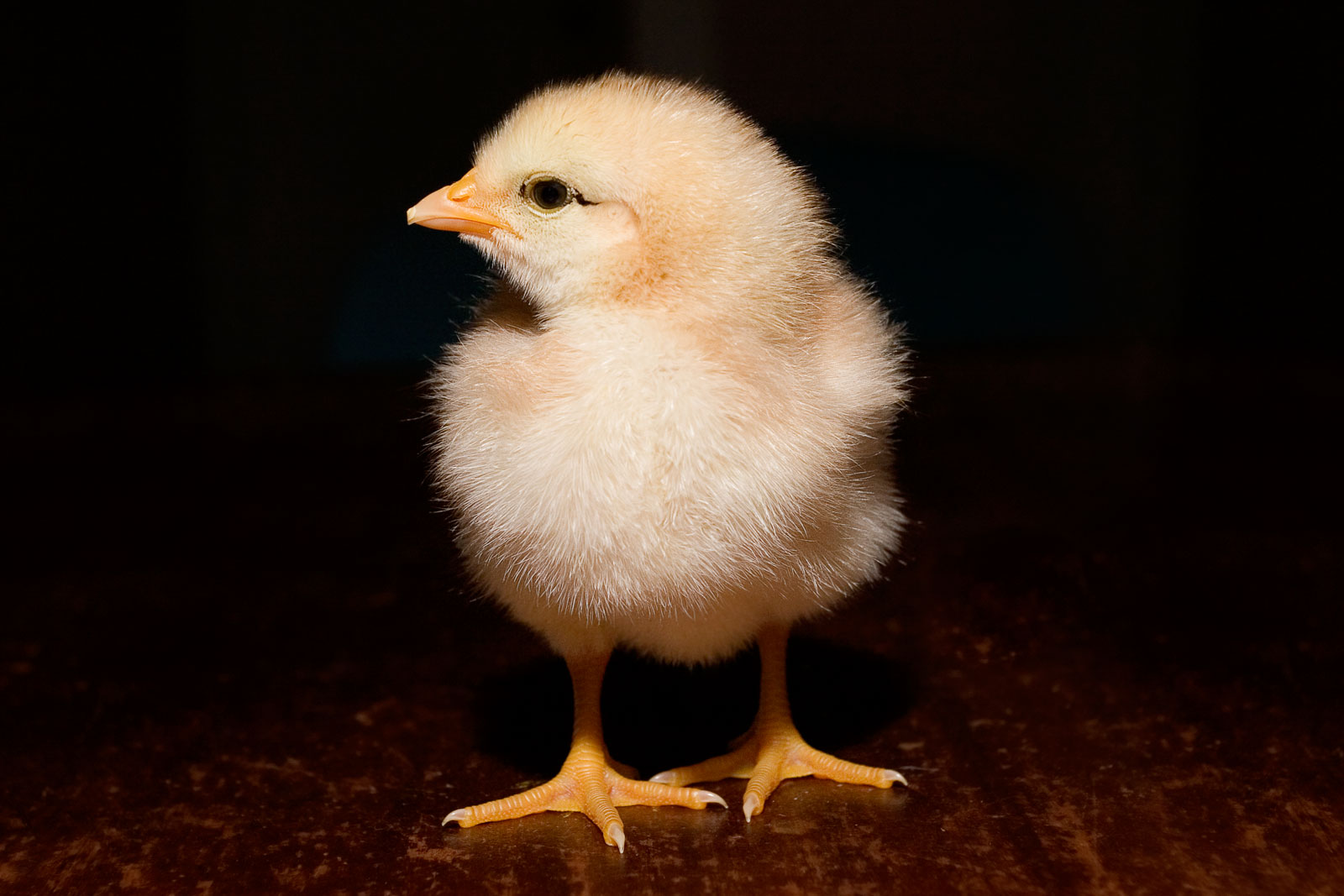
Pulcino nel primo giorno di vita.